# NGC 7586
NGC 7586 је лентикуларна галаксија у сазвежђу Пегаз која се налази на NGC листи објеката дубоког неба.
Деклинација објекта је + 8° 35' 4" а ректасцензија 23h 17m 55,5s. Привидна величина (магнитуда) објекта NGC 7586 износи 15,5 а фотографска магнитуда 16,5. NGC 7586 је још познат и под ознакама NPM1G +08.0552, PGC 1349697.